# Hermes Molaro
Hermes Molaro (Florencio Varela, Buenos Aires, 6 de abril de 1985) es un actor argentino que se desempeña en cine, teatro, radio y televisión.

## Biografía
Nació y creció en Florencio Varela. Estudió en el colegio secundario William Case Morris y en su adolescencia fue nadador federado.
En la Universidad Nacional de Quilmes (UNQ) se recibió de licenciado en Comunicación Social. También se graduó en el Instituto Superior de Enseñanza Radiofónica (ISER).
Se formó en la Escuela de Teatro de Buenos Aires y con los maestros Raúl Serrano, Ricardo Bartis, Marcelo Savignone, Alicia Zanca, David Amitin, Augusto Fernandes, Javier Daulte y Helena Tritek, entre otros.

## Trayectoria

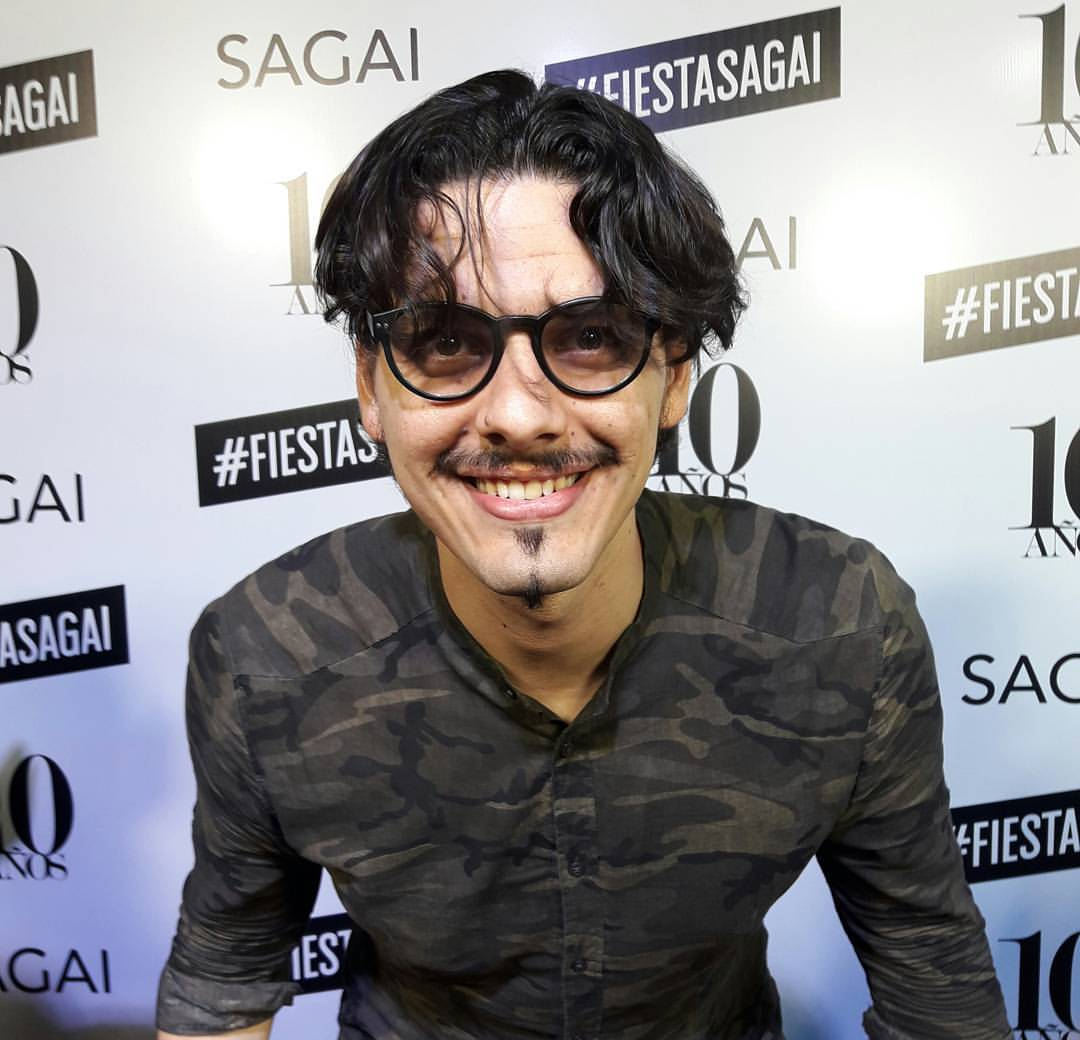
Hermes Molaro en SAGAI.

En 2007, incursionó en teatro con la obra Los abuelos no mienten. Al año siguiente actuó en Suerte de alcancía –ambas obras dirigidas por Héctor Presa– en el Teatro La Galera. Ese año, participó de la película Antonio Gil Núñez: La Leyenda dirigida por Roberto Cesán.
En 2013, fue convocado a protagonizar el unipersonal poético Como si fueran sombras de sombras, dirigido por Ana Jusid.
En 2015, interpretó a Salomón, el maestro de ceremonias y rol central de la Feria Mágica y Misteriosa en la 15.ª edición de Teatro x la Identidad, en la Ciudad Cultural Konex.
En 2016, encarnó al hombre lobo en Beatrix Cenci, dirigido por Alejandro Tantanian. Representó a un militar anarquista en Fidelio, dirigido por Eugenio Zanetti, ganador del premio Oscar. También dio vida al personaje Junger Jäger en el estreno iberoamericano de Die soldaten, en el Teatro Colón.
Es la voz oficial de la campaña publicitaria Cuidar es amar, para la marca Bebesit. Además fue la voz de las marcas John Foos, CIMET y Shoppineando para Latinoamérica.
Es profesor titular de la cátedra de Interpretación y Oratoria del Instituto Superior de Enseñanza Radiofónica (ISER).
En 2017, interpretó El mundo, de Clarice Lispector, con textos del libro Revelación de un mundo, bajo la dirección de Helena Tritek en el Centro Cultural Brasil Argentino. Fue convocado a protagonizar la edición de Teatro x la Identidad de noviembre de 2017 en el Centro Cultural Recoleta.
En 2018, dirigido por Helena Tritek, recitó textos en la 44.ª edición de la Feria Internacional del Libro de Buenos Aires. 
Tuvo apariciones en la tira diaria Simona, de Pol-ka Producciones.
En 2019 protagoniza Bombón vecinal obra escrita por Norma Aleandro y Helena Tritek para el Festival Internacional de Buenos Aires.

## Obras

### Filmografía
| Año  | Película                                   | Personaje            | Dirección            |
| ---- | ------------------------------------------ | -------------------- | -------------------- |
| 2007 | Antonio Gil Núñez, La Leyenda              | Joven estanciero     | Roberto Cesán        |
| 2007 | Silbidos y Emboscadas                      | Mendoza              | Leandro Panei Pitrau |
| 2008 | La decisión de Aquiles                     | Agamenón             | Esteban Adúriz       |
| 2008 | Casais                                     | Argentino            | Ernane Alves         |
| 2009 | Estertor                                   | Emilio               | Andrea Mañez         |
| 2009 | Virtual Diva                               | Swat                 | Carlos R.Pérez       |
| 2010 | Maldonado                                  | Maldonado            | Ana Clara Shikiya    |
| 2010 | X-Cinos - Actitud humana ante una pandemia | Sin nombre           | Leandro Panei Pitrau |
| 2011 | El Árbol                                   | Detective            | Esteban Adúriz       |
| 2012 | La decisión de Laura                       | Novio de Laura       | Flavia De Micheli    |
| 2013 | Discrepancias Si                           | Protagonista         | Pablo Ceccarelli     |
| 2014 | Présage d`une âme                          | Julio Cortázar       | May Fernández        |
| 2015 | La Feria Mágica y Misteriosa               | Maestro de Ceremonia | Eugenia Levin        |

### Teatro
| Año  | Obra                                           | Personaje                    | Director                                      | Lugar                           |
| ---- | ---------------------------------------------- | ---------------------------- | --------------------------------------------- | ------------------------------- |
| 2006 | Los de la mesa 10                              | Varios                       | Roberto Cesán                                 | Centro Cultural de F. Varela    |
| 2007 | Los Abuelos no mienten                         | Varios                       | Héctor Presa                                  | Teatro del Museo Larreta        |
| 2008 | Suerte de Alcancía                             | Varios                       | Héctor Presa                                  | Teatro de la Galera Encantada   |
| 2009 | No tienen nombre                               | El Don Juan                  | G. Rivera                                     | Teatro Variedades Concert       |
| 2010 | Me lo contó Buenos Aires                       | Buenos Aires                 | R. Aldemar                                    | La Manzana de las Luces         |
| 2011 | Ningún tren llega a las 13                     | El Guarda del Orient Express | J. P. Carmona y N. Steinberg                  | Auditorio Losada                |
| 2012 | Pérez El Musical                               | El Gato Bucanero             | M. Suárez                                     | Teatro El Cubo                  |
| 2013 | Como si fueran sombras de sombras              | Poeta                        | Ana Jusid                                     | Centro Cultural Caras y Caretas |
| 2014 | Las dos carátulas                              | Relator                      | Nora Massi, Juan Carlos Lamy y Julio Baccaro  | Auditorio Gregorio de Laferrère |
| 2015 | Teatro x la Identidad                          | Salomón                      | Eugenia Levin, Sergio D’Angelo y Paco Redondo | Ciudad Cultural Konex           |
| 2016 | Beatrix Cenci                                  | El Hombre Lobo               | Alejandro Tantanian                           | Teatro Colón                    |
| 2016 | Fidelio                                        | Anarquista                   | Eugenio Zanetti                               | Teatro Colón                    |
| 2016 | Die Soldaten                                   | Junger Jäguer                | Pablo Maritano                                | Teatro Colón                    |
| 2017 | En la gloria del universo de Clarice Lispector | Político revolucionario      | Helena Tritek                                 | Teatro La Gloria                |
| 2019 | Cuidado estamos trabajando                     | Jefe                         | Norma Aleandro                                | Abasto Buenos Aires             |

### Televisión
| Año  | Programa                      | Personaje |
| ---- | ----------------------------- | --------- |
| 2008 | Amanda O                      | Fotógrafo |
| 2014 | La introvertida vida de Flynn | Flynn     |
| 2015 | Cuando mi jefe se va          | El Jefe   |
| 2018 | Simona                        | Custodio  |

### Radio
| Año  | Programa     |
| ---- | ------------ |
| 2015 | Jashtag      |
| 2016 | Cinefiloides |